# Palma il Giovane

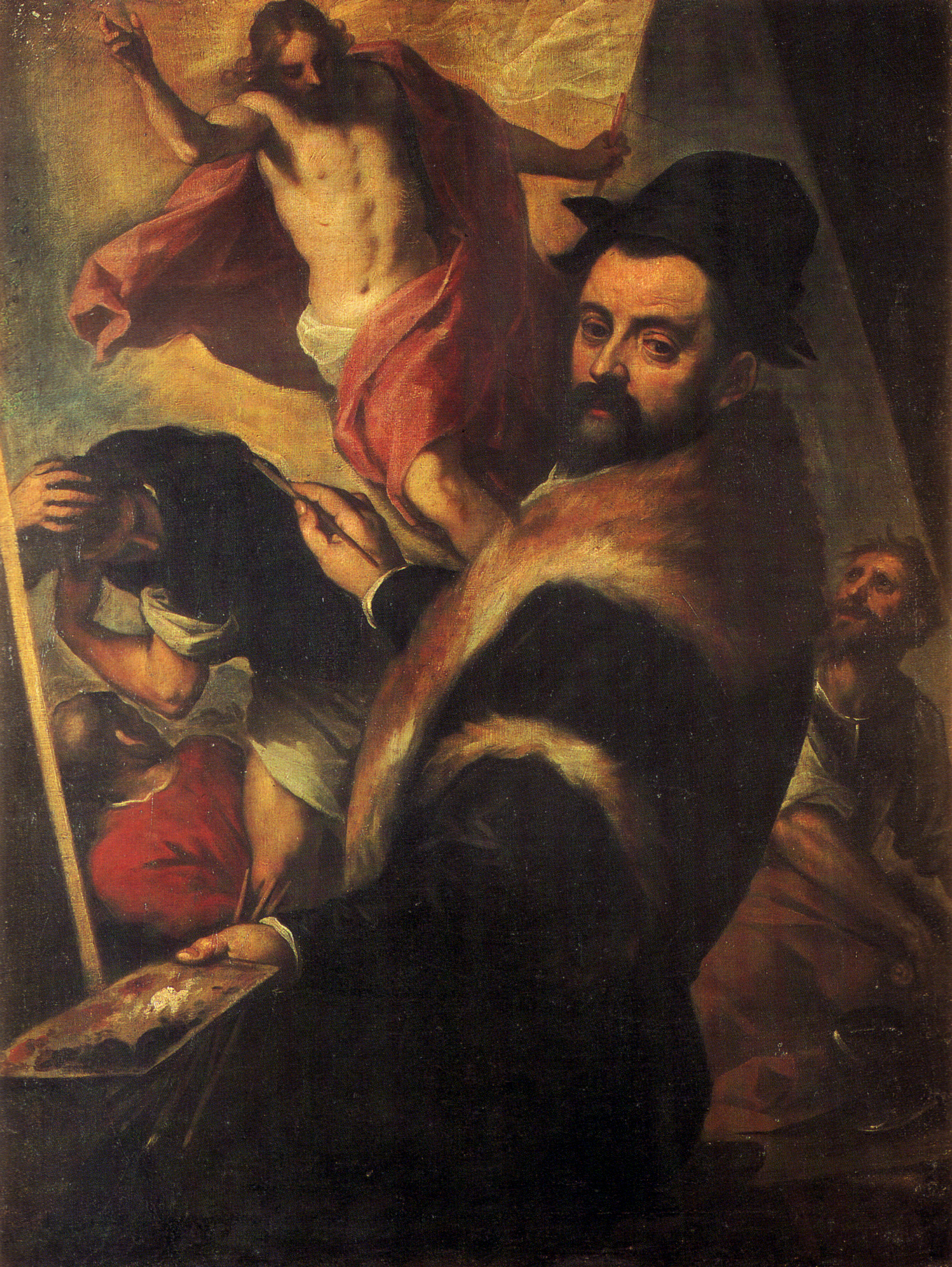
Zelfportret, Pinacoteca di Brera, Milaan

Jacopo Negretti (Venetië, tussen 1548 en 1550 – aldaar, 17 oktober 1628)), ook Palma il Giovane genoemd was een Italiaanse kunstschilder en tekenaar, een exponent van de Venetiaanse School.

## Biografische elementen
Jacopo, was de zoon van Antonio Negretti en Giulia Brunello. Zijn vader was ook schilder onder de naam Antonio Palma, en een neef van Jacopo Negretti, bekend als Palma il Vecchio. Zijn moeder was een nicht van Bonifacio de 'Pitati, ook een schilder en een leerling van Palma il Vecchio. Zijn geboortejaar wordt afgeleid van de signatuur op een zelfportret in de Morgan Library in New York gedateerd op 1606, waarop Palma verklaart 58 jaar oud te zijn, en van een inschrijving in het overlijdensregister op 17 oktober 1628 waarin de dood van "Giacomo Palma schilder, 78 jaar oud" werd geregistreerd. Om verwisseling met zijn grootoom te voorkomen, beiden Jacopo Palma geheten, werd hij Jacopo Palma il Giovane genoemd.

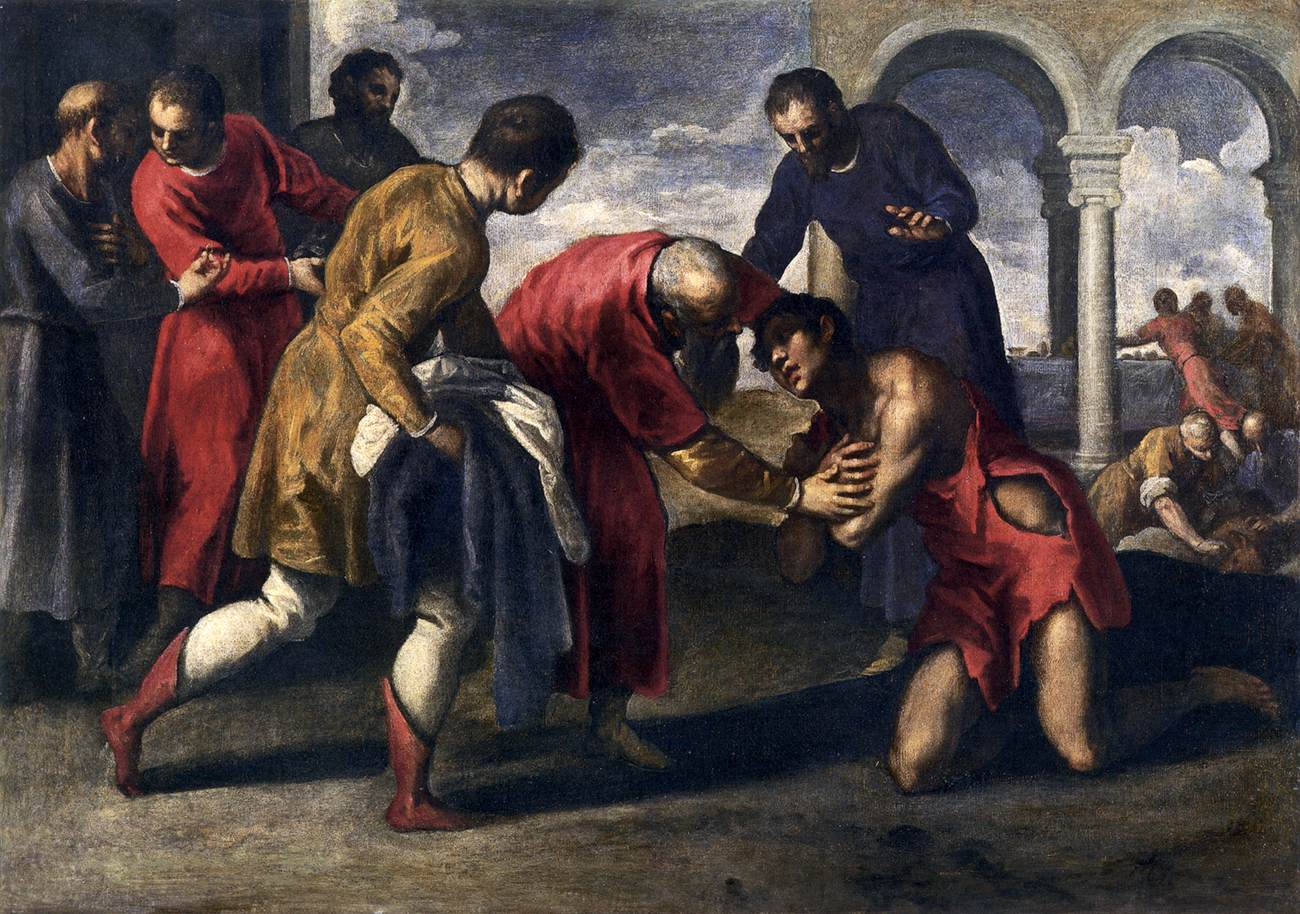
Terugkeer van de verloren zoon, ca. 1595-1600, Gallerie dell'Accademia, Florence

Hij trouwde met Adriana Fondra in 1582, maar zijn huwelijk bracht hem veel zorgen vanwege de labiele geestesgesteldheid van zijn vrouw. Ze hadden bovendien twee kinderen die heel jong stierven. Zijn vrouw stierf in 1605. Bij de census voor het vaststellen van de tienden voor de jaren 1595-1598 bestond zijn gezin uit zijn vrouw Adriana, zeven kinderen, een zus van de schilder en drie dienstboden. Ze woonden in de parochie Santa Croce.

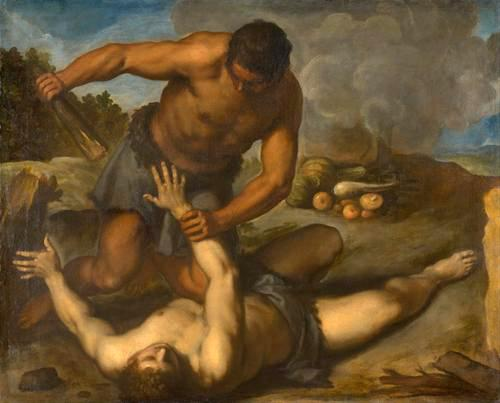
Kaïn en Abel, ca. 1603, Kunsthistorisches Museum, Wenen

## Opleiding
Hij kreeg zijn eerste opleiding waarschijnlijk in het atelier van zijn vader maar bij een bezoek van Guidobaldo II della Rovere, de hertog van Urbino, aan Venetië in 1564, had die het talent van de jonge schilder opgemerkt en nodigde hem uit om aan zijn hof te komen werken. Jacopo nam die buitenkans om enkele jaren in Urbino en Rome te werken met beide handen aan en bleef er tot het einde van zijn leven dankbaar voor. Zijn opleiding vond plaats in een klimaat dat gekenmerkt werd door het contrast tussen de Venetiaanse school gedomineerd door Titiaan en de Romeins-Florentijnse school van Raphael en Michelangelo. Er wordt gezegd dat hij een leerling van Titiaan zou geweest zijn, omdat hij een Piëta voltooide die Titiaan onafgewerkt had gelaten, maar dat wordt door verschillende historici betwijfeld.

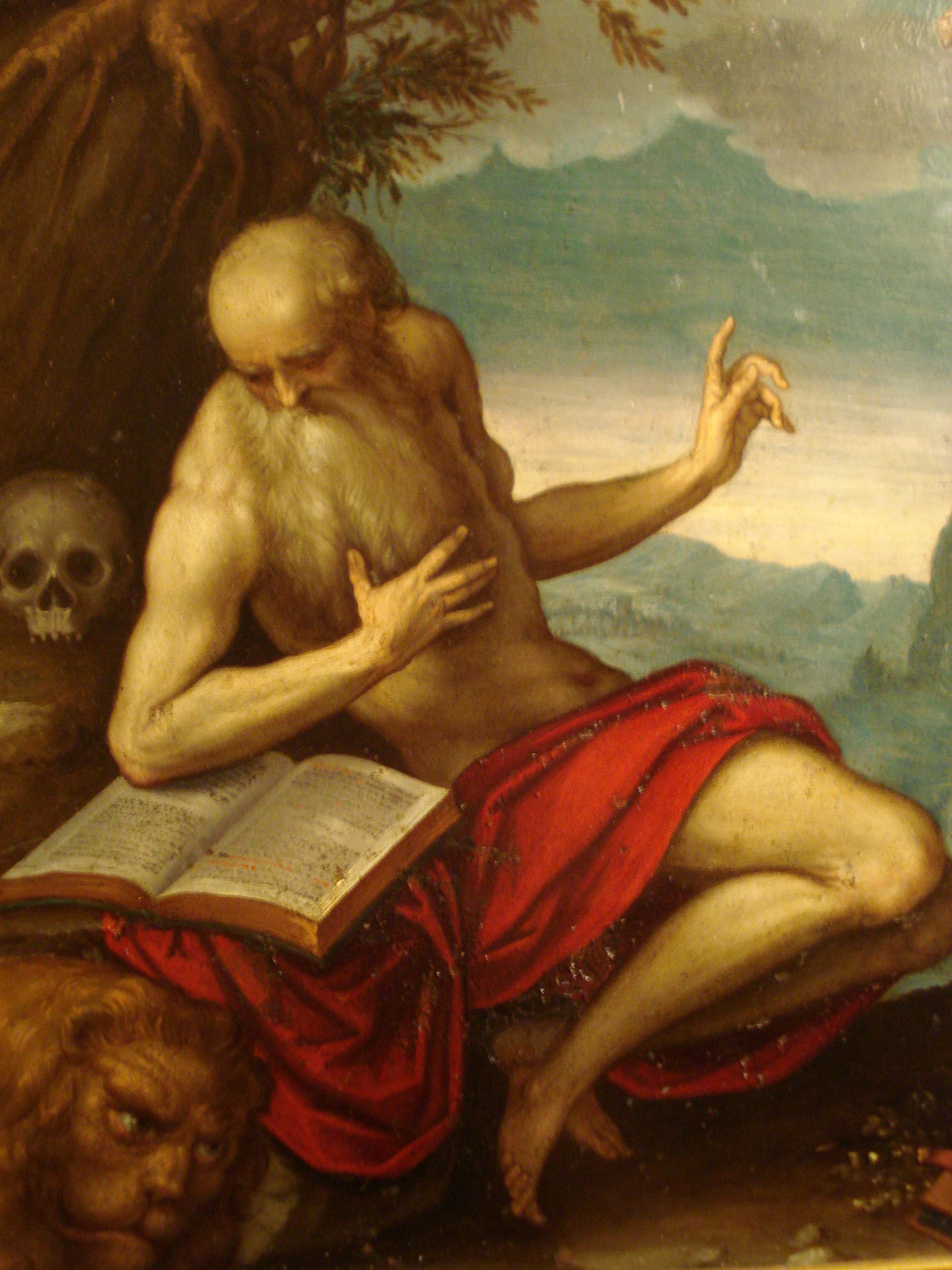
De heilige Hieronymus, ca. 1590-1595

## Carrière
Jacopo begon dus vroeg te werken aan opdrachten van Guidobaldo II della Rovere. Over zijn verblijf in Urbino is weinig bekend, maar zijn verblijf in Rome van mei 1567 tot minstens november 1568 is vrij goed gedocumenteerd door de rapporten van Traiano Mario, de ambassadeur van de hertog in Rome. Hij schilderde diverse werken voor kerken en zou ook voor het Vaticaan gewerkt hebben. Slechts een tekening gedateerd op 1568, het Ritratto di Matteo da Lecce, nu in de Morgan Library & Museum in New York, is bewaard gebleven. In 1569 werd hij verschillende keren vernoemd in de rekeningen van kardinaal Ippolito II d'Este, met een aantal andere kunstenaars, waaronder Matteo da Lecce, omdat hij deel uitmaakte van de groep rond Cesare Nebbia die toen aan de versiering van de Villa d'Este in Tivoli werkte. Alle bronnen zijn het erover eens dat hij tot 1574 in Rome verbleef en daarna terugkeerde naar zijn geboortestad Venetië.
Jacopo kreeg in 1574 de opdracht voor een plafondschildering in de Sala del Maggior Consiglio, getiteld la Venezia coronata dalla Vittoria, dat hij uitvoerde in 1577-1578, na de brand die een groot deel van het Dogepaleis had verwoest. Zijn stijl wordt in die periode geperfectioneerd door het luminisme en de dramatische bewegingen in het werk van Tintoretto, het "realisme" van Jacopo Bassano en de decoratieve stijl van Paolo Veronese in zijn schilderijen te verwerken.

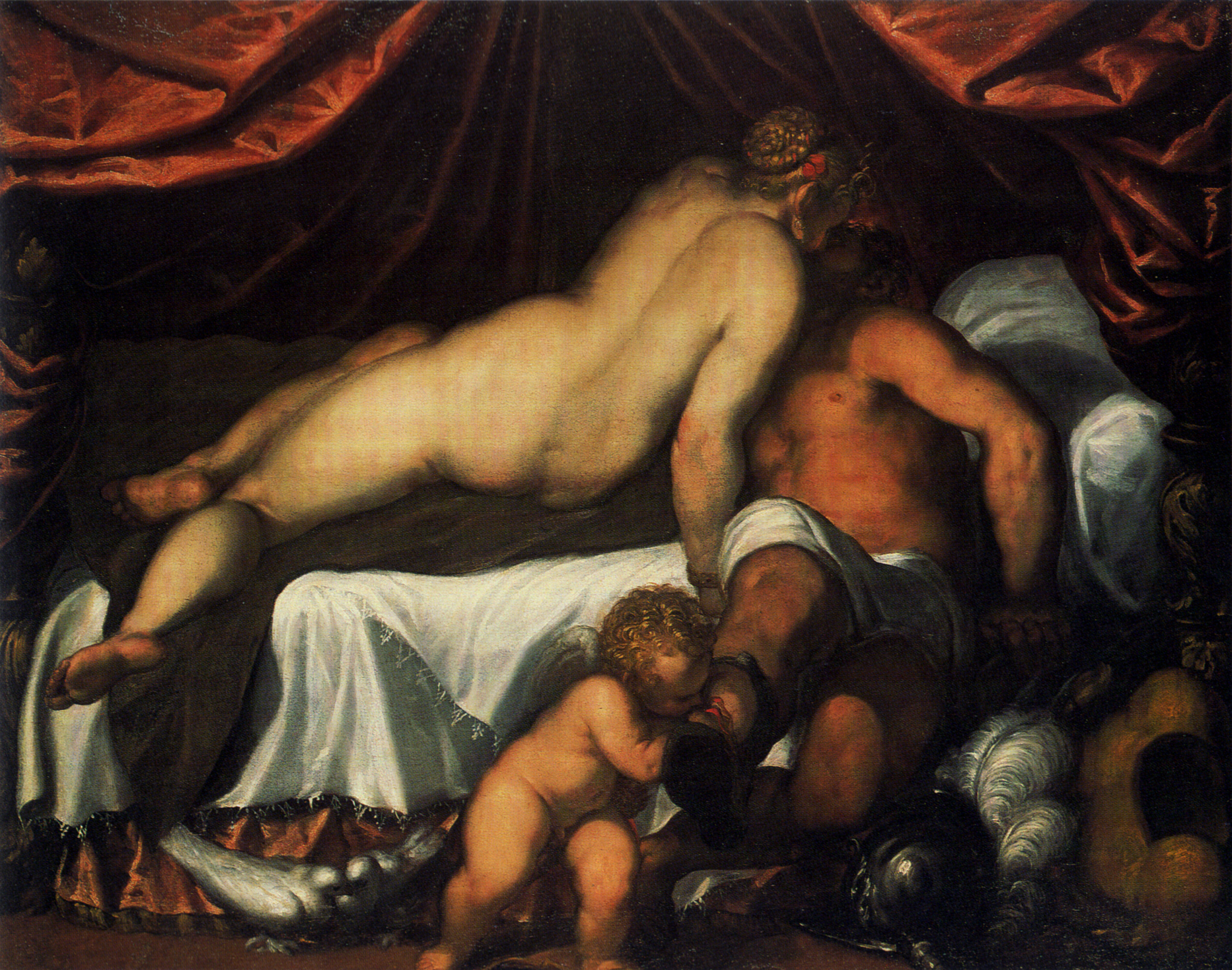
Venus en Mars, ca. 1595, National Gallery, Londen

Tussen eind 1580 en begin 1581 voltooide hij zijn eerste grote opdracht voor een religieus werk: de picturale cyclus in de oude sacristie van de San Giacomo dall'Orio. In deze periode schilderde hij werken voor de Santa Maria del Giglio, de Chiesa ai poveri en de cappella Malipiero in de San Giacomo dall’Orio. In de jaren 1580 werkte hij ook aan de decoratie van het oratorium van de Crociferi (kruisdragers) van het hospitaal voor oude arme vrouwen in Cannaregio. Aan deze opdracht werkte Negretti bijna een volledig decennium; zijn werk is overvloedig gedocumenteerd in de boekhouding van de regent fra Priamo Balbi. De laatste betalingen vonden plaats in 1592.
Op het einde van de zestiende eeuw werd Palma de onbetwiste leider van de schilderkunst in Venetië, temeer daar alle zestiende-eeuwse meesters verdwenen waren. Hij werd als dusdanig beschreven door Marco Boschini. In die jaren negentig schilderde hij zowel religieuze werken als doeken voor de Serenissima.

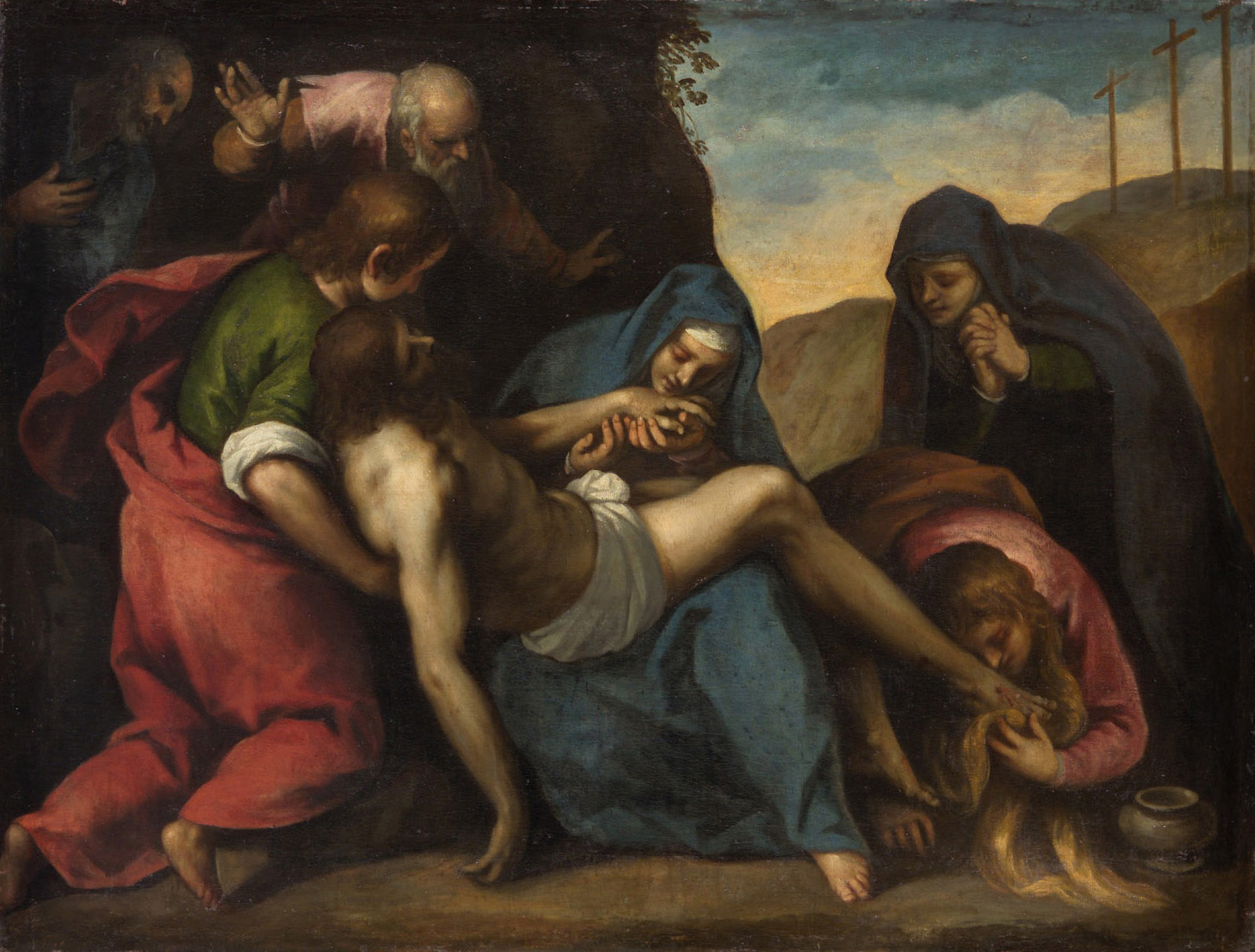
Piëta, ca. 1600, Kunsthistorisches Museum, Wenen

In het begin van de zeventiende eeuw was hij betrokken bij een grote opdracht: de decoratie van het plafond van de benedenzaal van de broederschap van Maria della Giustizia met een cyclus gewijd aan het Vagevuur. In de dertien panelen die de cyclus uitmaken, legt hij een nauw verband tussen de doelstelling ven de broederschap, het begeleiden van veroordeelden, en de afbeeldingen van het vagevuur. Een andere langdurige opdracht die gespreid was over bijna dertig jaar, was voor de kathedraal van Salò. Palma werkte hieraan tussen 1602 en 1605 en van 1627 tot 1629. Palma werkte voor tal van opdrachtgevers in diverse steden zoals onder meer Varese, Padua, Palermo, Genua, Reggio Emilia, Castelnovo di Sotto, en Modena. De stijl van Palma wijzigde nog nauwelijks in de zeventiende eeuw hij blijft op zijn traditionele manier de onderwerpen schilderen die werden gevraagd door de post-Tridentijnse kerk.
Naast de meer dan 400 schilderwerken liet Palma il Giovane ons nog meer dan duizend tekeningen na die zijn verspreid over musea in de hele wereld.

## Web links
- Jacopo Negretti op .de website van het Art Institute Chicago
- Palma il Giovane, Geschiedenis van de orde en het oratorium der Crociferi

- Biblioteca Nacional de España: XX1017488
- Bibliothèque nationale de France: cb14964589f (data)
- Catàleg d'autoritats de noms i títols de Catalunya: 981058610366806706
- Gemeinsame Normdatei: 11878935X
- International Standard Name Identifier: 0000 0001 0803 1600
- KulturNav: e2459750-98ba-48eb-ac89-5ef9a0700779
- Library of Congress Control Number: n84155958
- MusicBrainz: 8703af46-3b5c-4a7b-8ca6-5174603001f4
- National Gallery of Victoria: 3550
- Nationale Bibliotheek van Tsjechië: ola2012737586
- Nationale bibliotheek van Australië: 35799479
- Nationale Bibliotheek van Israël: 987007447315905171
- Nederlandse Thesaurus van Auteursnamen: 070720479
- RKD-Nederlands Instituut voor Kunstgeschiedenis: 61599
- Istituto Centrale per il Catalogo Unico: LO1V018801
- SNAC: w66b0t02
- Système universitaire de documentation: 085703206
- Museum of New Zealand Te Papa Tongarewa: 1763
- Trove: 1092768
- Union List of Artist Names: 500027810
- Virtual International Authority File: 90630874
- WorldCat: E39PBJycRVmgRMXHvQFxkYh4MP